# Andy Kirk
Andrew Kirk (Belfast, 29 maggio 1979) è un allenatore di calcio ed ex calciatore nordirlandese, di ruolo attaccante, tecnico del Brechin City.

## Biografia
Il figlio Makenzie è a sua volta un calciatore professionista.

## Carriera

### Club
Durante la sua carriera ha giocato con varie squadre di club nel Regno Unito.

### Nazionale
Conta 11 presenze con la maglia della nazionale nordirlandese.

## Palmarès

### Giocatore

#### Competizioni nazionali
- Irish Cup: 2

Glentoran: 1995-1996, 1997-1998
- Scottish First Division: 1

Dunfermline: 2010-2011

### Allenatore

#### Competizioni nazionali
- Highland Football League: 1

Brechin City: 2022-2023